# Хеслер, Отто
Отто Хеслер (нем. Otto Haesler; 13 июня 1880, Мюнхен — 2 августа 1962, Вильгельмсхорст) — немецкий архитектор и градостроитель. Пионер «нового строительства» в архитектуре, получил известность благодаря первым построенным им жилым комплексам в Целле: Итальянский Сад и Сад Святого Георгия. Наряду в Вальтером Гропиусом, Бруно Таутом и Эрнстом Маем является основоположником модернизма в жилищном строительстве.

## Ранние годы
Родился 13 июня 1880 в Мюнхене в семье церковного живописца и художника-декоратора Рудольфа Вильгельма Рейнхольда Хеслера и Марии Хеслер, урождённой Аулл, старший сын из четырех детей в семье. Профессиональная деятельность отца требовала частой смены места жительства. 1886—1891 — обучение в начальной школе Шлирзее / Верхняя Бавария. Затем посещение начальных школ в Софии, Нюрнберге, Вюрцбурге, Берлин-Штеглиц, Берлин-Лихтерфельде. 1891—1899 — учёба в реальной школе в Пассау. Любимые предметы: математика, рисование и музыка. 1892 — болел бронхиальной астмой в тяжелой форме.1898-1901 — учёба в строительной школе в Аугсбурге. Кроме того, зарабатывал на жизнь чертежником, в том числе в городском строительном управлении Пассау. 1901—1903 — продолжение обучения в строительном училище в Вюрцбурге и успешное его окончание со степенью мастера-строителя, затем летом работа каменщиком во Франкфурте-на-Майне. 1903—1906 — сотрудник архитектурной мастерской Людвига Бернулли во Франкфурте-на-Майне

## Начало самостоятельной работы в Целле

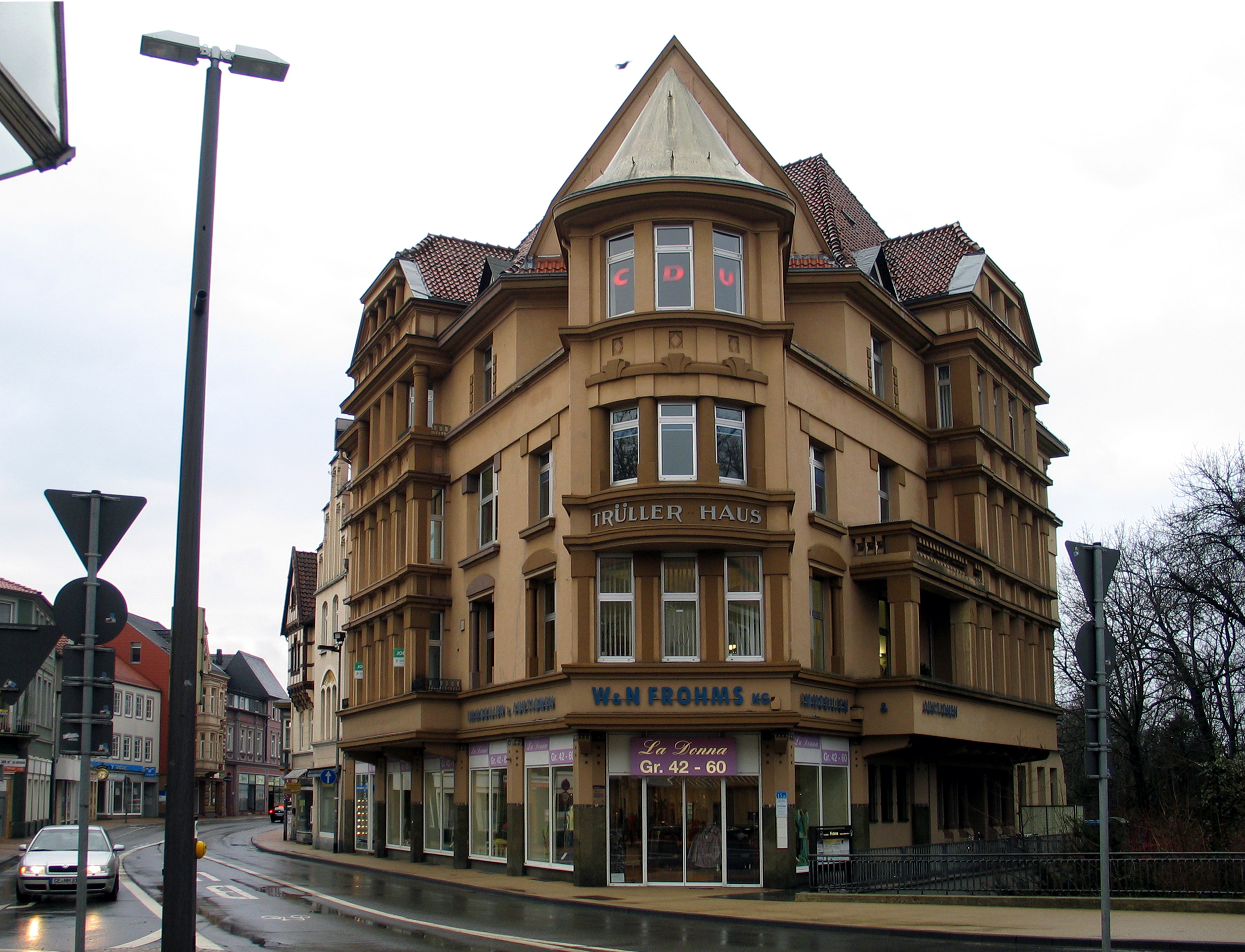
Жилое и коммерческое здание Гарри Трюллера, Westcellertorstr. 15A (1908—1909)

В середине 1906 г. Отто Хеслер принял участие в конкурсе на реконструкцию универмага Фрайдберга в Целле. Из более чем 60 работ был выбран его проект. Успех этой работы привёл к тому, что Хеслер остался в этом городе и затем завёл здесь семью. Целле тогда был небольшим провинциальным городком возле Ганновера с большим массивом (более 400 домов) фахверковой жилой застройки XVI века, и герцогским замком того же времени. Потому первые его работы здесь внешне были в исторической традиции, но внутри имели уже современную планировку. Это все индивидуальные жилые дома, построенные Хеслером до Первой мировой войны и многие дома, совмещавшие коммерческую и жилую функцию . Успех Отто Хеслера в Целле был бы невозможен без поддержки сенатора Гарри Трюллер и его товарищей, обеспечивших множество заказов. В зданиях для значимых клиентов уже видна сдержанная эстетика классицизма и стиля модерн.
В 1914 г. началась Первая мировая война. В 1915 г. Отто призвали в армию и в 1916 г. отправили на фронт. Война закончилась в 1917 г. ранением и тяжёлым газовым отравлением. Хеслер вернулся в Целле и летом 1917 г. получил заказ Муниципальной строительной комиссии на постройку 32-х небольших домов на Карстенштрассе. После войны было время голода и нехватки жилья — у рабочих зачастую даже не было своей кровати. Поэтому город начал строить жильё сам. Дома были экономичными, сблокированными в ряд под общей крышей, не было ванн и центрального отопления. Тут были гостиная, кухня, две или три спальни, сарай и уборная. Это поселение можно считать для Хеслера отправной точкой в его дальнейших поисках экономичного и эффективного жилья.

## Итальянский сад, 1925 г

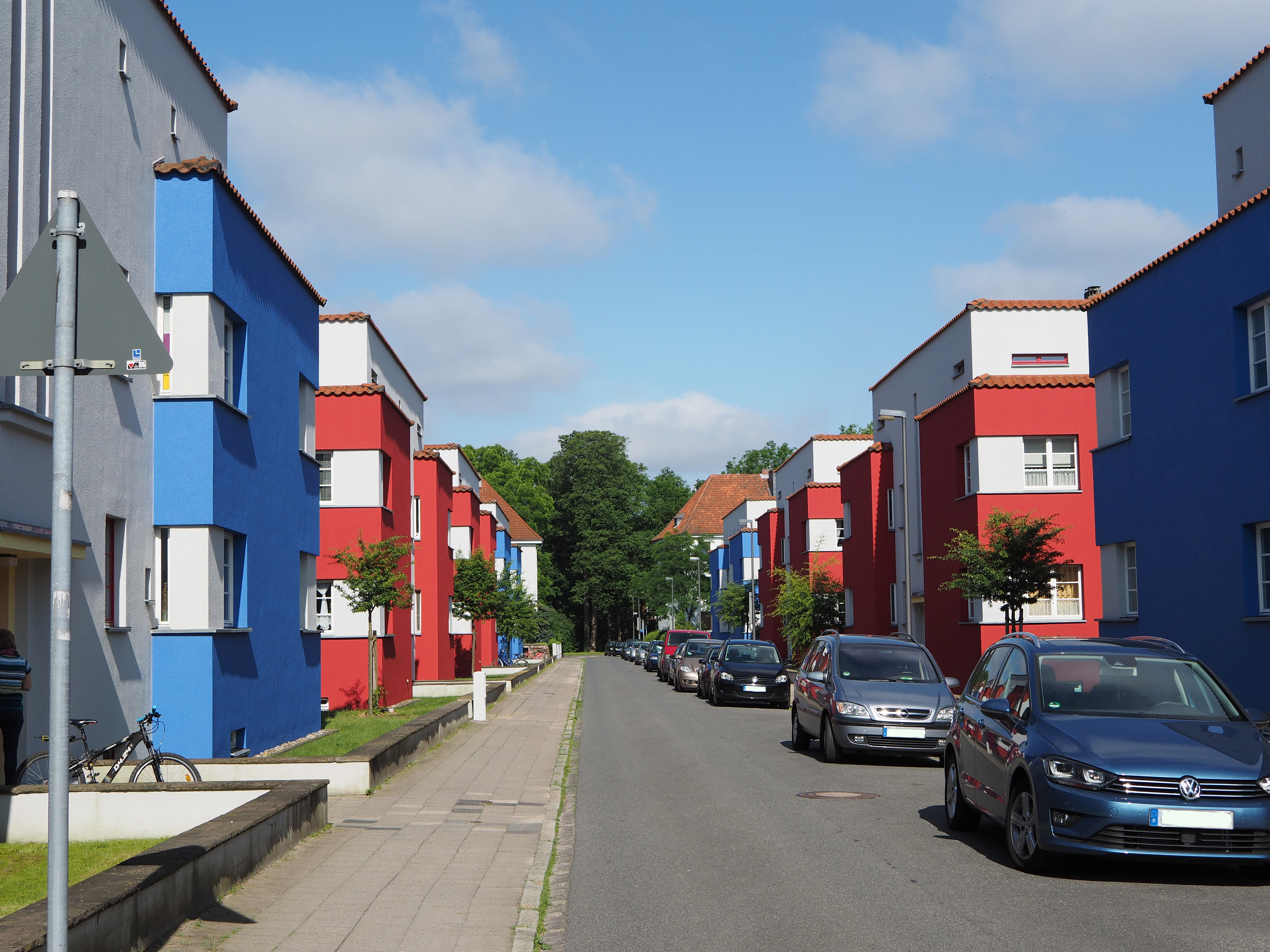
Поселение Итальянский Сад. Красные и синие дома (1923—1925)

После строительства на Карстенштрассе и аналогичного ему в шахтёрском посёлке Хёфер (1919—1920 гг.) в течение ряда лет Хеслер строил в основном промышленные и коммерческие здания по заказам своего друга и покровителя Гарри Трюллера, а также его друзей. В это время «Новое строительство» (Neues Bauen) жилья в Германии было ещё на бумаге, в книге Эрвина Гуткинда, давшей название этому направлению. Во многом благодаря художнику Карлу Фёлькнеру, с работой которого в Магдебурге его познакомил Бруно Таут, Хеслер стал первым архитектором первого поселения «Нового строительства» в Германии. Это были дома, которые оказались полностью соответствующими уже сформировавшемуся представлению о том, как должна выглядеть архитектура нового жилья. Восемь двухэтажных 4-х квартирных домов с плоскими крышами и выразительными разноцветными кубическими объёмами были расположены на специально проложенной улице Итальянский сад, а на уже существующей Вельштрассе — ещё два, трёхэтажных 6-квартирных дома со скатными крышами, как переход от фахверковой традиции к новой архитектуре.
После завершения строительства в 1925 г. успех поселения был безоговорочным. Отто Хеслер получил приглашение и вступил в самое авторитетное объединение архитекторов Немецкий Веркбунд, а в 1926 г., когда Хуго Херинг и Людвиг Мис ван дер Роэ организовали «Кольцо» (Der Ring), также получил приглашение и вступил в это объединение, и к нему, как член «Ноябрьской группы», присоединился Карл Фёлькер. Это поселение стало началом признания Хеслера в немецкой архитектуре как одного из лидеров Нового строительства.

## Сад Святого Георгия (Георгсгартен), 1926 г

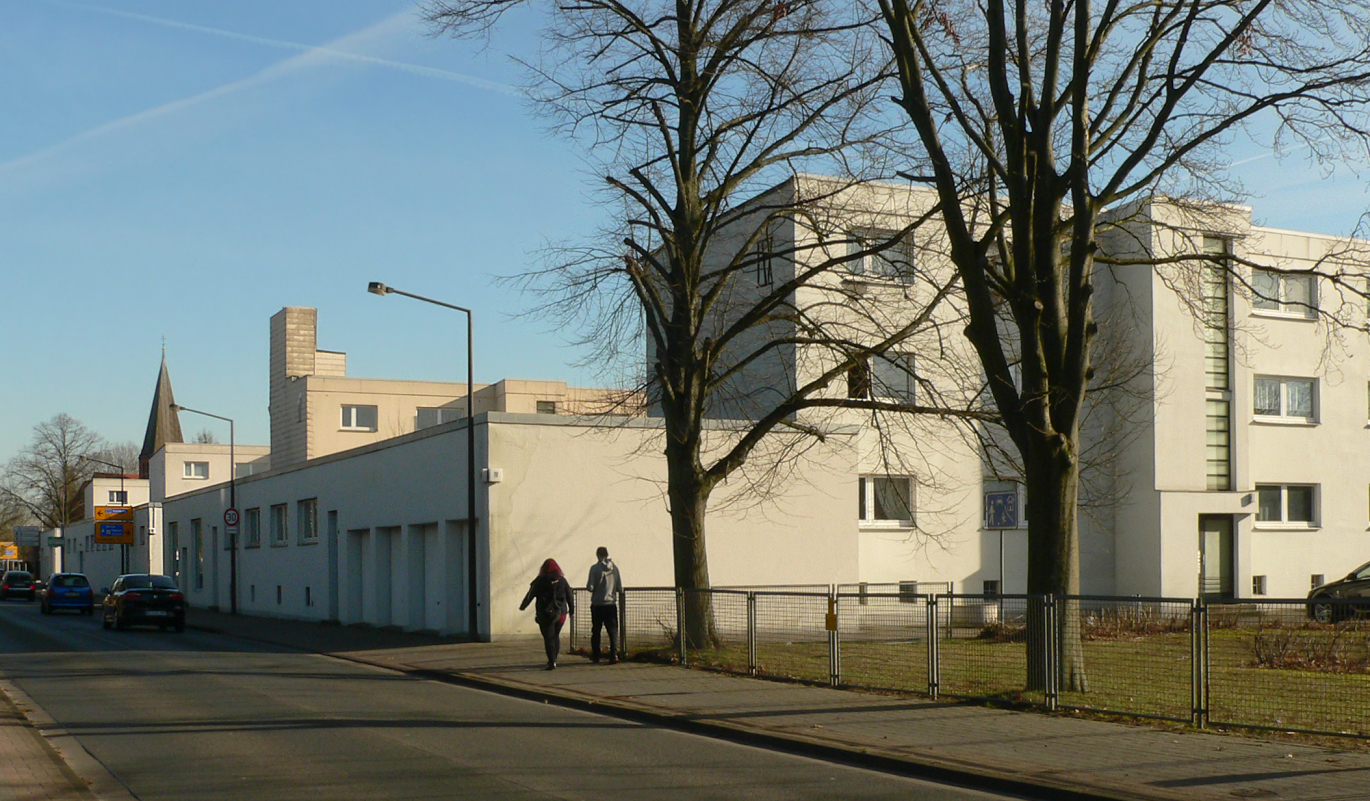
Поселение Сад Святого Георгия (1925—1926). Вид с городской дороги

Когда Отто Хеслер получил в 1925 г. от кооператива «Народная помощь» (Volkshilfe) заказ на проектирование поселения на 200 квартир на месте бывшего сада больницы Святого Георгия для людей с невысоким уровнем дохода, ревизии и радикальной переработке в новом проекте подверглось буквально всё привычное и устоявшееся в жилищном строительстве. Как было по завершении строительства написано в журнале Веркбунд Die Form, здесь была проведена «реорганизация строительного мышления». В поселении 168 квартир, расположенных в шести параллельных жилых блоках с меридиональной ориентацией, в соответствии с впервые применёнными здесь принципами строчной застройки. В квартирах централизованное отопление, в каждом блоке прачечная с газовым отоплением и сушилка для белья. Каждой квартире предоставлено два помещения для хранения в подвалах жилых блоков. В квартирах водопровод, канализация, газ и электричество. Ради экономии места (и уменьшения арендной платы) в квартирах не было ванных комнат, их для жителей поселения заменяла баня только для них. Из общественного обслуживания здесь были своя пекарня, парикмахерская, магазины, кафе, спортплощадки, библиотека с читальным залом и радио. Жилые блоки для снижения шума располагались перпендикулярно городской дороге, а в отдельных одноэтажных корпусах, построенных вдоль неё располагались «мастерские сапожников, портных, рихтовщиков и часовщиков, а также гаражи для мотоциклов и автомобилей.» Здесь был построен детский сад (работающий до сих пор) с огромной песочницей и летним бассейном. Сад Святого Георгия стал поселением, где впервые были применены на практике принципы модернизма в жилищном строительстве.

## Период 1926—1932 гг

Некоторые реализованные проекты 1926-1931 гг.
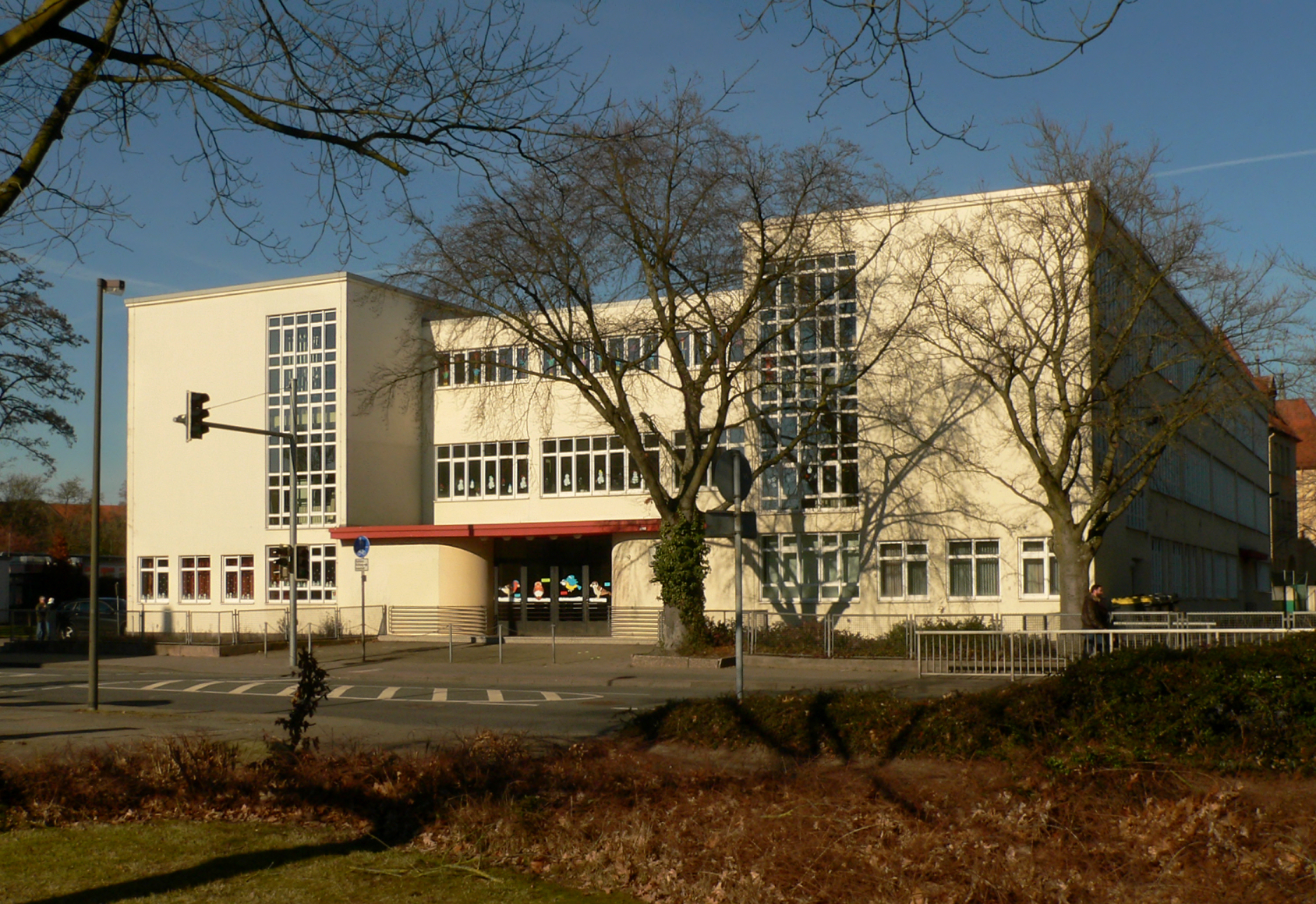
«Стеклянная» школа, Целле
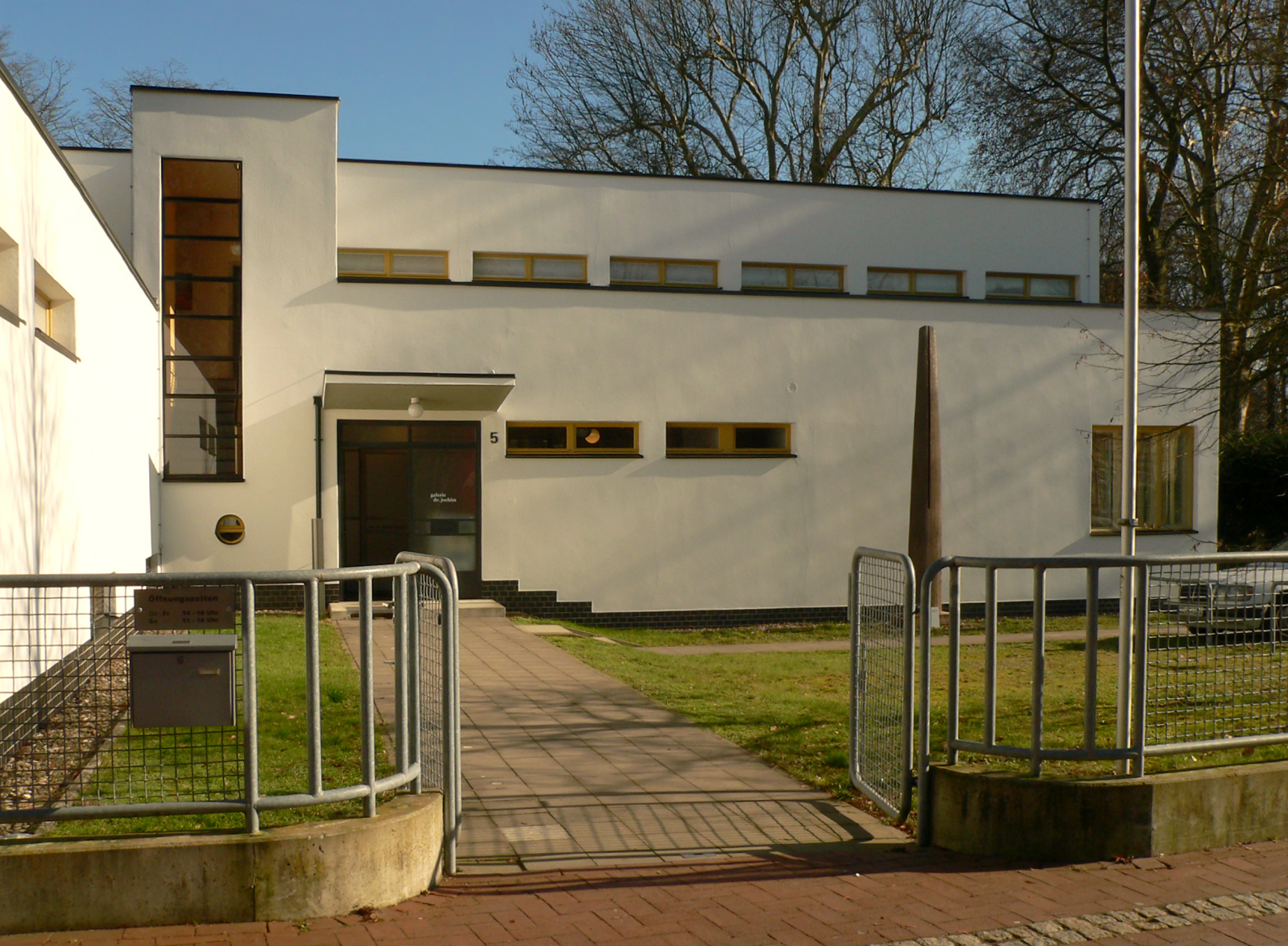
«Стеклянная» школа. Дом ректора
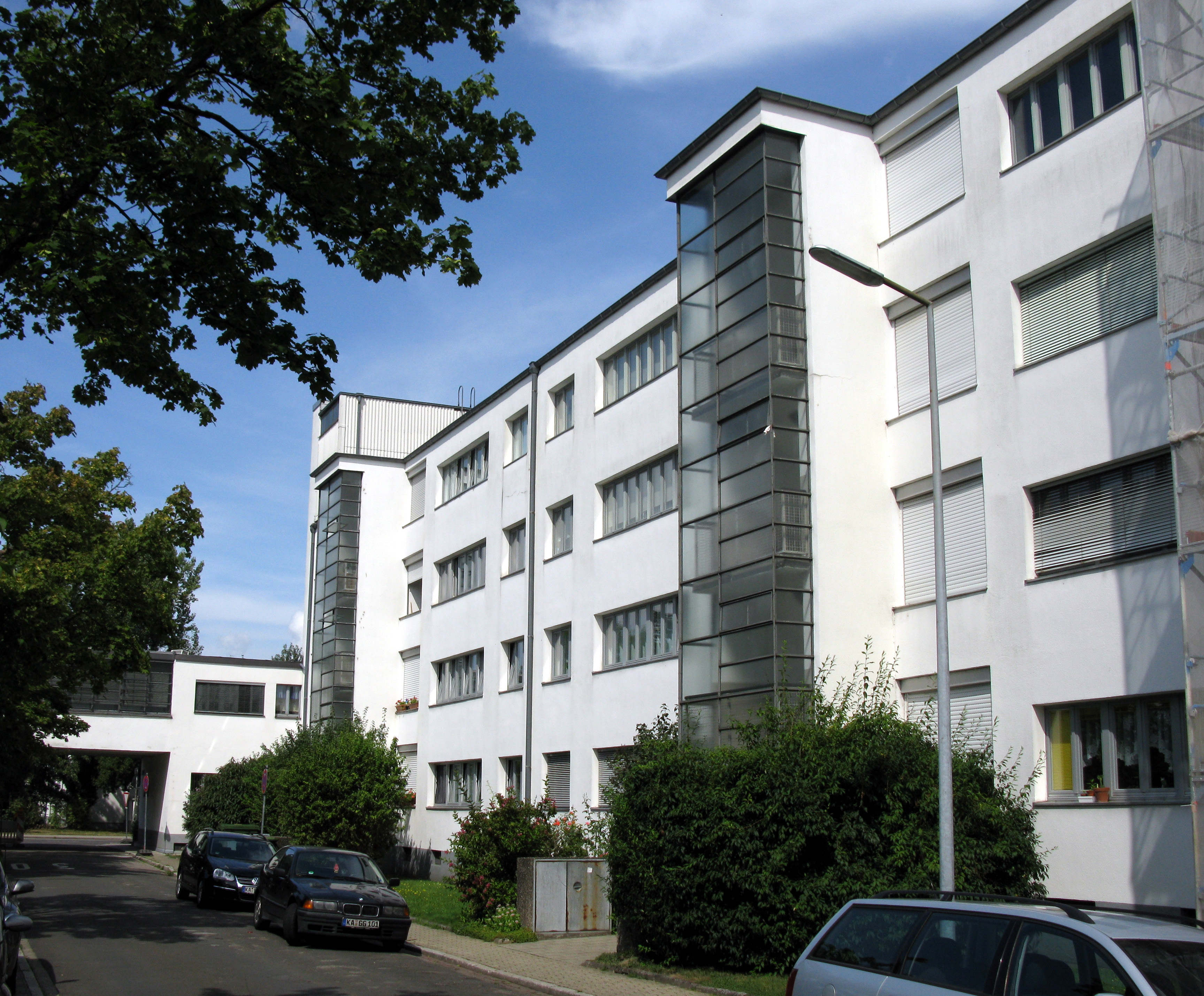
Даммершток, Карлсруэ
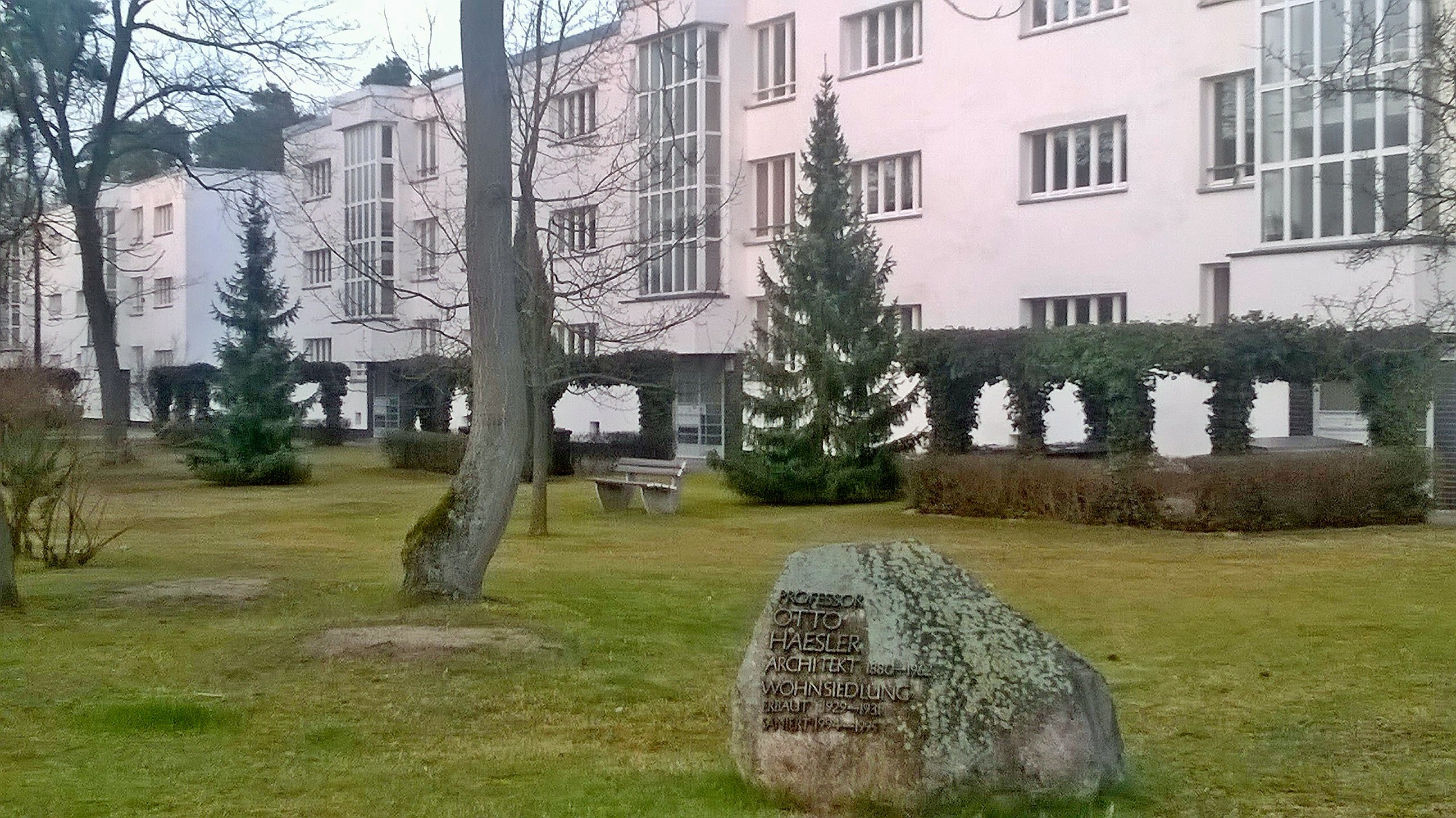
Поселение на Фридрих-Эберт-Ринг, Ратенов
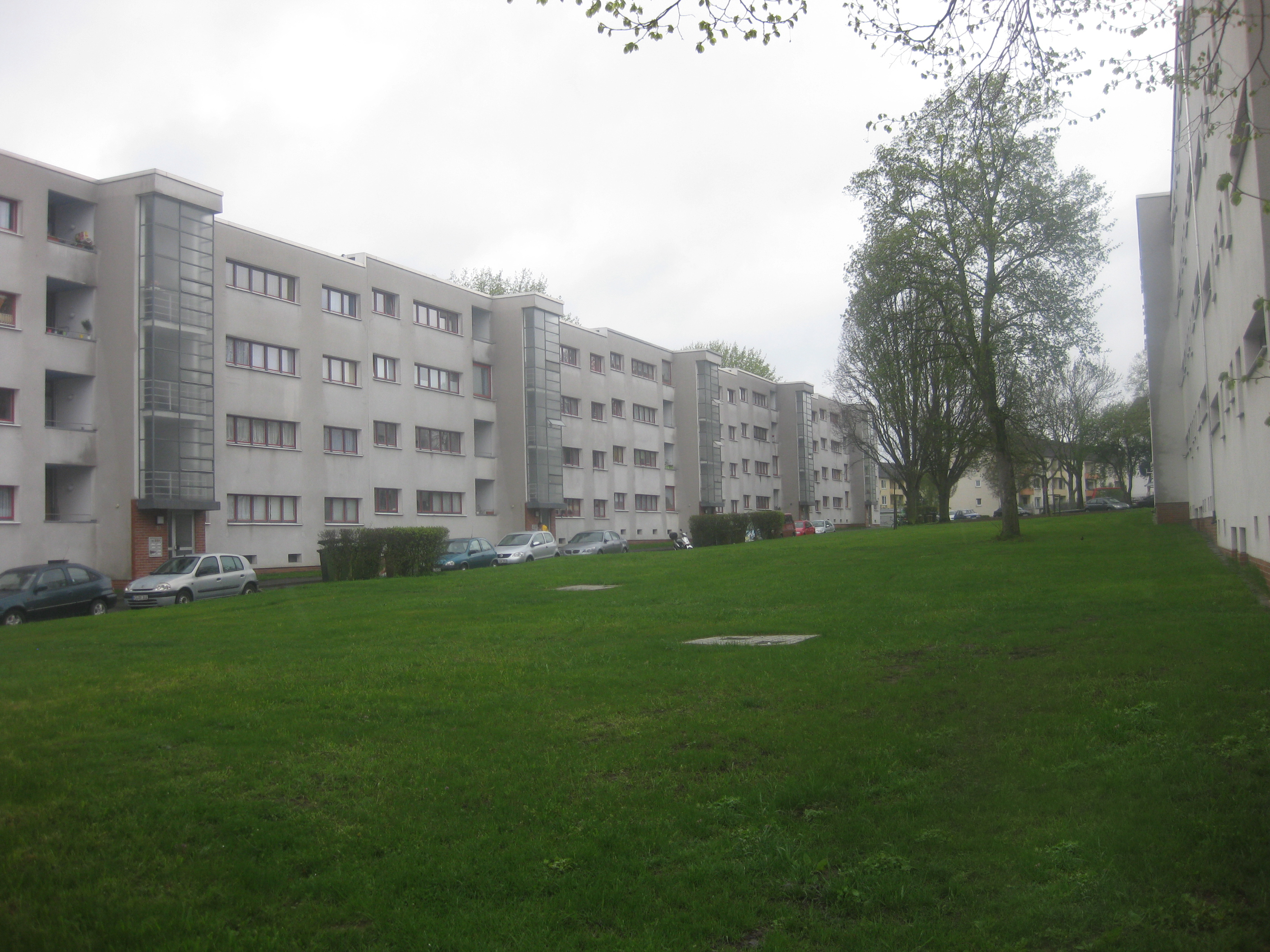
Поселение Ротенберг, Кассель
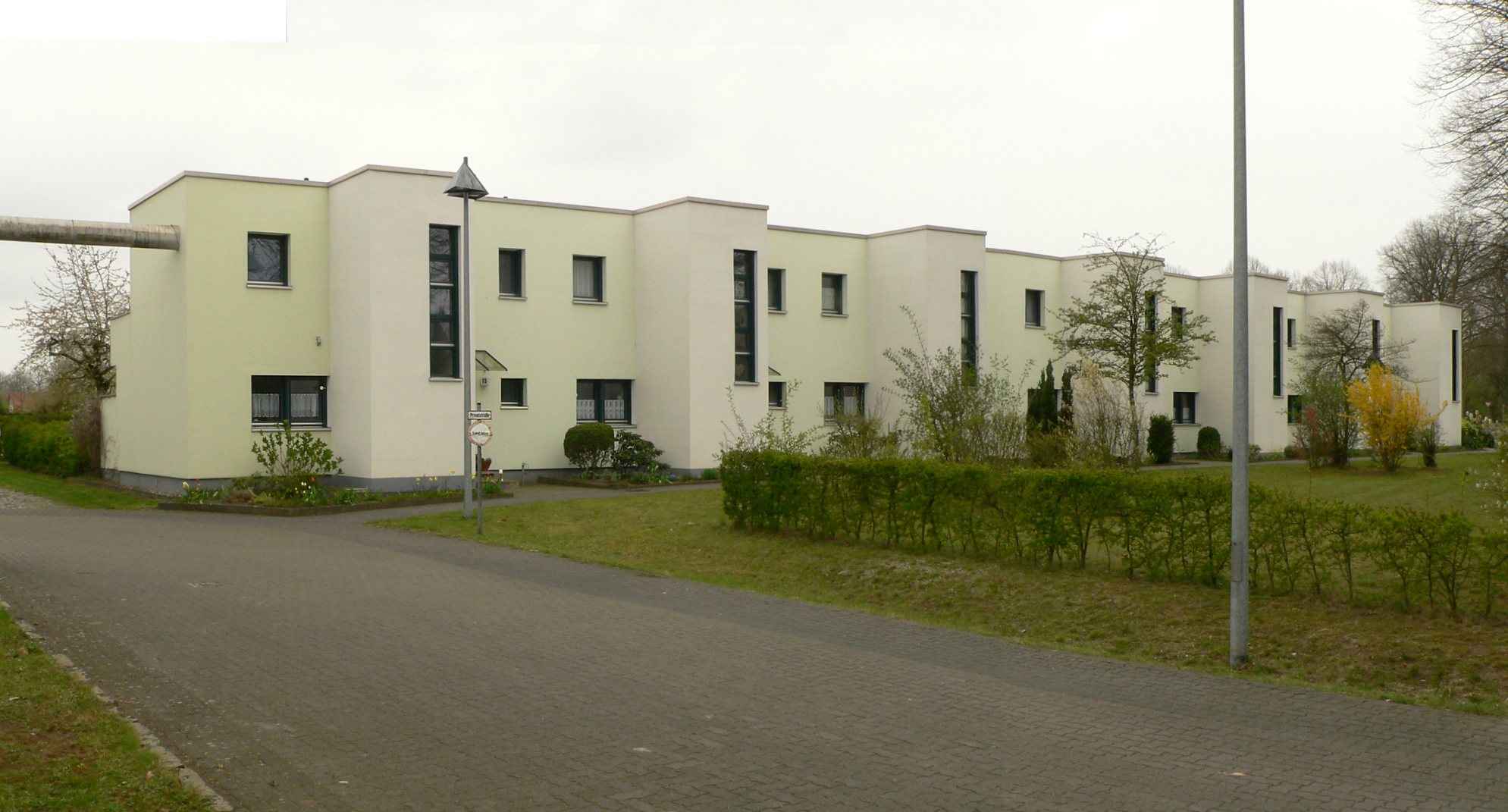
Поселение Блюмлегер Фельд, Целле

Основные здания и поселения, построенные в это время:
- 1926—1928 Народная («стеклянная») школа с домом ректора (Целле)
- 1928 Группа жилых домов Ваак (Целле)
- 1928—1929 Поселение Даммершток, совместно с Вальтером Гропиусом (Карлсруэ)
- 1928—1931 Поселение на Фридрих-Эберт-Ринг (Ратенов)
- 1929—1931 Дом престарелых Мари фон Бошан, Ашрот, совместно с Карлом Фёлькером (Кассель)
- 1929—1931 Поселение Ротенберг, совместно с Карлом Фёлькером (Кассель)
- 1930—1931 Поселение Blumläger Feld (Целле)[2]

В это время Хеслер разработал индустриальную технологию кирпичных жилых домов на стальном каркасе, которая не только ускоряла строительство, но и тогда в условиях Германии давала существенную экономию. В 1928 г., во время визита сотрудников и студентов Баухауса в Целле, в книге посетителей только что построенной школы его директор Ханнес Майер написал одно слово: «Браво!». В результате уже в 1929 г. в мастерской у Отто Хеслера работали три выпускника Баухауса — Каттина Бот (ученица Ласло Мохой-Надя), Герман Бунцель (ученик Ханнеса Майера) и Вальтер Тралау (ученик Вальтера Гропиуса).
В 1930 г. Хеслер, в связи с увольнением Ханнеса Майера, получает от Гропиуса предложение возглавить Баухаус в Дессау. Также в этом году его приглашают, в связи с уходом Отто Бартнинга, возглавить Государственный колледж ремесел и архитектуры в Веймаре (место рождения Баухаус). В этом же году, в связи с отъездом Эрнста Мая в СССР, ему предлагают возглавить проект Новый Франкфурт. По разным причинам, но Хеслер от всех этих предложений, сославшись на занятость, отказался.
В 1932 г. Отто Хеслер участвует в «Немецкой строительной выставке» в Берлине и в проходящей в Нью-Йорке выставке «Современная архитектура: интернациональная выставка», положившей начало интернациональному стилю, где Филип Джонсон назвал его «главным архитектором жилья в Германии и, возможно, в мире». В этом году в Ганновере проходит выставка «Здания Отто Хеслера 1908—1932». В том же году Хеслер организовывает строительную фирму «heimtyp ag» (типовое строительство) и по этой причине выходит из Союза немецких архитекторов (Bund Deutscher Architekten).

## Нацизм и внутреннее изгнание
В 1933 году к власти в Германии пришёл национал-социализм. Ещё раньше, 1 октября 1932 года, муниципальный совет Дессау, где нацисты уже были в большинстве, закрыл Баухаус. Архитектура нового строительства, как и всё современное искусство, была объявлена «культурбольшевизмом». Отто Хеслер, который всегда сторонился политики, испытал это на себе в полной мере: началась постоянная травля в газетах и даже на личном уровне. В результате в 1933 году ему пришлось распустить свою мастерскую в Целле и в 1934 году переехать в совсем маленький город (тогда его население составляло около 8000 человек) на севере Германии Ойтин в провинции Шлезвиг-Гольштейн. В этом же году Вальтер Гропиус, с которым при совместной работе на поселении Даммершток в Карлсруэ сложились добрые отношения, предлагал Хеслеру вместе уехать в Англию. Но Отто не знал английского языка и у него было трое несовершеннолетних детей, поэтому он вынужден был от предложения отказаться. В следующем году была закрыта и его строительная компания helmtyp ag. В 1935-м он писал Вальтеру Гропиусу: «мне нечего делать в течение 2,5 лет».. В 1936 г. появились первые заказы в Ойтине — сначала на пристройки, а затем на частные жилые дома, один из них даже был многоквартирным. Внешне здания мало отличались от насаждаемой нацистами «Архитектуры защиты родины» (Хайматкунст), а внутри были так же рациональны, как и прежде. В 1937 году в Ойтине был проведён конкурс на здание городской больницы, на который Хеслер представил проект. Хоть там и были скатные крыши (плоских там быть просто не могло), здание переставляло собой такой же пример нового строительства, как и его школа в Целле, и потому построено не было. Это скромное благополучие было прервано началом Второй мировой войны — последнее его здание в Ойтине датировано 1939 годом. Вероятно, два года полного отсутствия работы стали причиной его согласия на участие в освоении «жизненного пространства на Востоке», которое продолжалось с 1941 по лето 1944 года. Местом работы стала Лодзь (Litzmannstadt), осенью 1942-го был командирован во Львов (Lemberg), затем в начале 1943-го — на два месяца в Севастополь. Работа была в восстановлении зданий и их реконструкции (высшая должность — заместитель начальника одного из шести отделов в строительном управлении Лодзи) и закончилась в связи с болезнью в августе 1944 года.

## После войны в ГДР
Болезнь и пребывание в Ойтине продолжались до 1946 года, когда бургомистр Ратенова социал-демократ Пауль Сциллат (de:Paul Szillat), знавший его ещё с 1920-х годов по Фридрих-Эберт-Ринг, поручил Отто Хеслеру реконструкцию разрушенного войной города. Хеслер принял приглашение, не только сам переехал в Ратенов (город находился в советской зоне оккупации), но и пригласил ближайшего соратника по работе в Целле Карла Фёлькера и работавшего у него в конце 1920-х выпускника Баухаус Германа Бунцеля. В августе 1946 года был готов план реконструкции города в духе нового строительства, где были широкие (29 м) многополосные дороги и дома отклонялись от строчной застройки только в районе церкви. Были разработаны и строились типовые сборные дома для потерявших жильё и переселенцев. В 1947 г. Хеслер основал здесь архитектурно-строительную фирму «Реконструкция» (Wiederaufbau GmbH Rathenow) и стал членом-корреспондентом Академии наук в Берлине в Институте гражданского строительства (Institut für Bauwesen), который тогда возглавлял Ганс Шарун, где разрабатывал типовые проекты для жилого строительства. В 1950—1951 в Ратенове на площади Юности был построен комплекс трёхэтажных домов на 133 квартиры, похожий на его поселения конца 1920-х годов. Квартиры в этих домах, имея все необходимые удобства, на то время были самыми дешёвыми в ГДР. В 1950 году ему вместе в Фёлькером была поручена реконструкция разрушенного в войну берлинского Арсенала с преобразованием его в Музей немецкой истории. Начиная с 1947 года, сперва в Институте гражданского строительства, а затем, с 1952 года в Немецкой строительной академии (действительным членом которой Хеслер стал в 1951 году) вместе с Фёлькером разрабатывал технологию жилищного строительства из двухслойных ребристых железобетонных плит, которая давала гибкость в архитектурных решениях и снижение стоимости домов. В 1950 году Институт гражданского строительства персональной выставкой торжественно отметил его 70-летие.
Сразу после войны в советской зоне оккупации у Хеслера и других архитекторов были довольно широкие возможности для работы и творчества. Но ситуация менялась и поворотным пунктом стало образование в 1949 году Германской демократической республики. В 1950 году бургомистр Ратенова Пауль Сциллат, член ЦК объединённой (коммунисты и социал-демократы) СЕПГ, был обвинён во вредительстве, исключён из партии и затем арестован. В том же году немецким архитекторам была устроена полуторамесячная экскурсия на строящиеся объекты в городах СССР (Москва, Киев, Ленинград и Сталинград), следствием которой стало принятие правительством ГДР в июле 1950 года «16-ти принципов городского планирования» (de:Die 16 Grundsätze des Städtebaus), ставших началом короткого периода немецкой архитектуры в стиле сталинский ампир, который немцы назвали Zuckerbäckerstil (кондитерский стиль). В 1951 году частные архитектурные фирмы были распущены и объединены в центральные проектные компании. В связи с изменениями в градостроительстве и оттого, что разработанный Хеслером, Фёлькером и Бунцелем план Ратенова им не соответствовал, в 1952 году Министерство реконструкции разработало другой генеральный план города, по которому он строился в дальнейшем. В том же году реконструкция берлинского Арсенала была передана государственной компании VEB (Z) Projektierung Berlin, а по проекту Хеслера и Фёлькера были реализованы лишь интерьеры кинозала, северного зала и библиотеки. В 1953 году Немецкой строительной академией была прекращена исследовательская работа по строительству из ребристых железобетонных плит — причиной было названо чрезмерное разнообразие типов конструкций и несовместимость с серийным производством, хотя суть была в том, что такие здания путём украшений невозможно было превратить в «монументальные» или «исторические», как требовали изменившиеся условия. Поэтому Хеслер в 1953 году уехал из Берлина в Вильгельмсхорст (Потсдам), где продолжил исследования на строительстве своего дома, и на этом строительстве он простудился, заболел пневмонией и умер 2 августа 1962 года в возрасте 82 лет.

## Память
В Целле, Касселе и Ойтине именем Отто Хеслера названы улицы. В 2001 году в Целле был открыт музей Отто Хеслера, посвящённый творчеству архитектора и быту Германии 1930—1950-х годов.